# Celtologia
Celtologia – nauka zajmująca się badaniem języków celtyckich, literaturą, sztuką i religią Celtów. Za twórcę tej dyscypliny uchodzi niemiecki językoznawca Johann Kaspar Zeuss.